# 布尔那布里亚什二世
布尔那布里亚什二世（约公元前1375年—约公元前1347年在位）（英語：Burnaburiash II）巴比伦第三王朝国王。作为一位巴比伦的加喜特国王，他在位28年。在位期间，他修建和翻新了很多宗教建筑。阿马尔奈文书记载他与埃及法老埃赫那吞之间的来往，以建立外交关系；他赠予马匹和天青石，而埃赫那吞则用黄金、象牙和乌木作为回赠。可当法老只派遣了五辆车到巴比伦尼亚，以护送布尔那布里亚什二世之女前往埃及举行皇家婚礼时，他十分生气，尽管如此，婚礼仍如期举行，其婚礼清单以楔形文字书写，分四栏，计307行。同时，埃赫那吞对布尔那布里亚什二世以50磅黄金作为补偿，后者在进行礼物处理时发现数量不足，他发出一封信，对此进行抱怨，为避免发生矛盾，他在信中暗示可能有下级官吏在装运时记错了。